# За вас, жени
За вас, жени е българска телевизионна новела (комедия) от 1967 г. по сценарий на Серафим Северняк и Борис Априлов. Режисьор е Димитрис Цабазис, а оператор Хаик Кудрян. Музикално оформление Снежана Мойнова. 

## Актьорски състав
| В главните роли                        | Изпълнител       |
| -------------------------------------- | ---------------- |
| провинциалистът, спечелил от лотарията | Никола Анастасов |
| Стоянка Мутафова                       | Стоянка Мутафова |